# 山蒿
山蒿（学名：Artemisia brachyloba）为菊科蒿属的植物。分布在蒙古以及中国大陆的宁夏、山西、河北、内蒙古、陕西、甘肃等地，生长于海拔1,000米至2,100米的地区，一般生长在岩石缝中、半荒漠草原、戈壁、中、砾质坡地、低海拔地区阳坡草地和局部地区形成植物群落的优势种，目前尚未由人工引种栽培。

## 别名
岩蒿（植物研究），骆驼蒿（内蒙古），“哈丹-西巴嘎”，“乌拉凌音-西巴嘎”（蒙语名）